# انجمن ریاضی ایران
در اولين‌ کنفر‌انس‌ رياضى‌ ‌اير‌ان‌ که در فروردين‌ماه‌ سال‌ ۱۳۴۹ در د‌انشگاه‌ شير‌از برگز‌ار شد، پيشنهاد تاسيس ‌انجمن‌ رياضى‌ ‌اير‌ان‌ به‌ ‌اتفاق‌ ‌آر‌ا به تصویب رسید. در دومين‌ کنفر‌انس‌ رياضى‌ کشور که فروردين‌ماه‌ سال‌ ۱۳۵۰ در د‌انشگاه‌ صنعتى‌ شريف‌ برگزار شد، انجمن‌ رياضى‌ ‌اير‌ان‌ تأسیس گردید. به دنبال آن، دکتر مهدی بهزاد به‌ سمت‌ منشى‌ (رئيس‌) ‌انجمن‌ ‌انتخاب‌ گردید. در مدت‌ کوتا‌هى‌ جمع زیادی از ا‌عضا‌ى‌ ‌هيئت علمى‌ رياضى‌ د‌انشگا‌هها به ‌عضويت‌ ‌انجمن‌ در‌آمدند. انجمن ریاضی ایران اولین و پرسابقه‌ترین انجمن علمی ایران می‌باشد که با انجمن‌های ریاضی ایالات متحده و فرانسه در همکاری می‌باشد.
ریاست فعلی انجمن بر عهدهٔ دکتر امیدعلی شهنی کرم‌زاده، استاد بازنشسته دانشگاه شهید چمران اهواز می‌باشد.
این انجمن چهار نشریه منتشر می کند:
بولتن انجمن ریاضی ایران که توسط اشپرینگر منتشر می شود.
مجله انجمن ریاضی ایران
فرهنگ و اندیشه ریاضی
خبرنامه انجمن ریاضی ایران
مسابقات ریاضی این انجمن یکی از با اهمیت‌ترین فعالیت‌های انجمن در شناسایی استعدادهای درخشان در ریاضی است.

## جوایز انجمن ریاضی ایران
- جایزه بهزاد
- جایزه مریم میرزاخانی
- جایزه عباس ریاضی کرمانی
- جایزه منوچهر وصال
- جایزه غلامحسین مصاحب
- جایزه ابوالقاسم قربانی
- جایزه تقی فاطمی
- جایزه مهدی رجبعلی پور
- جایزه محمدهادی شفیعی‌ها
- جایزه محسن هشترودی